# کل سرخ اوپمبا
کل سرخ اوپمبا (نام علمی: Kobus anselli) نام یک گونه از سرده کل‌های آفریقایی است.